# Nemeshetés
Nemeshetés è un comune dell'Ungheria di 320 abitanti (dati 2001). È situato nella contea di Zala.